# Рідна стріха
«Рідна стріха» — видання Василя Лукича. Передрук з календаря товариства «Просвіта» на 1894 рік. Львів, накладом Товариства «Просвіта», 1894. 120 с.
Видання містить 6 фотопортретів: К. Устияновича, М. Старицького, О. Корсуна, Юл Целевича, Є. Гребінки, 1. Белея, а також 6 малюнків.

## Автори і твори
1. Спілка Іван. Переселенці. (Оповідання), с. 1—19
2. 3 пісень про рідний край В. «Блискучі зорі, небесні світила...», с 20; «Я чую неначе вітри тшуміли. .», с. 20, Співцеві («Коли ти хочеш, щоб твій спів. »), с. 21.
3. Руданський Ст. Павло Апостол. (Історична поема). («Україно, Україно...»), с. 21—22.
4. Лісковацький В. Старий гетьман. («Чи сподівався наш гетьман...»), с. 23.
5. Філаретів О. Заспів до поеми «Іван Богун». («Ангелів архистратиже, святий Михаіле...»), с 23—24.
6. Чайченко В. [Грінченко Б. Д.]. Маруся. (Оповідання), с. 25—42.
7. Лиманський В. Самотні пісні і думи: На прощання з Україною. («Ой вийду я в чисте поле...»), с. 43—44; «Під стріхою убогою.,.», с. 44; Три деревини («У зиму лихую . »), с. 44–45; Ідеали («Не в огуді хиб сучасних.. »), с 45; Люд та коріння. (Сонет). («В лісу великий дуб розкрасувався...»), с. 45.
8. Граб Павло. [Грабовський П. А.]. Христос воскрес! (Оповідання), с 46—49.
9. Філаретів О. Співати буду. («Співати буду, бо в дѵші так много.. »), с 49, До***. («Кружать мої гадки округ тебе, кохана...»), с. 50, Панич і дівчина. (Ад. Міцкевича). («В гшо дівчинонька...»), с. 50—51.
10. Устенко-Гармаш Т Чудак (Малюнок з життя), с. 51 — 56.
11. Міцкевич А. Діди («Dziady»). (Хор «Тихо всюди, глухо всюди...»). Пер. Вол. Александров, с. 57—62.
12. Бердяева Олена. На святий вечір. (Різдвяне оповідання), с. 63—68.
13. Граб Павло. [Грабовський П. А,[. Переклади Думи засланця. (З Омулевського). («Не йму я снам, але бува...»), с. 68—69, Нива. (З Жадовської). («Ниво моя, ниво...»), с. 69, Осінь (З Тютчева). («З тучі без >станку ..»), с 69, Зимова ніч. (З Нікітіна) («Ясно позирає місяць над вікном...»), с. 69—70.
14. Цезар Білило. [Білиловський К. 0.]. Українська «улиця» і москаломанія. [З подорожі Данила Мордовия по Україні], с. 70 - 73.
15. Чайченко В. Євген Гребінка, український письменник [Стаття], с. 73—87.
16. Торонський О. Про катакомби. [Стаття], с. 87—92.
17. Спілка І. Бавовна. [Стаття], с. 92—95.
18. Замітні русини Лучаковський К.: Корнило іктиянович, с. 96—98; Михайло Старицький, с 98—99; Олександр Корсун, с. 99 -101. Юліан Целевич, с. 101—104.
19. Лукич Василь. Іван Белей, с. 104—106.
20. Смішне (Анекдоти), с. 107—113 .
21. [Б. підп.] Дещо про асекурацію і Товариство взаем, обезп. «Дністер». [Сгаття], с. 114—120.